# Lijst van Cypriotische autosnelwegen

Snelwegnet op Cyprus

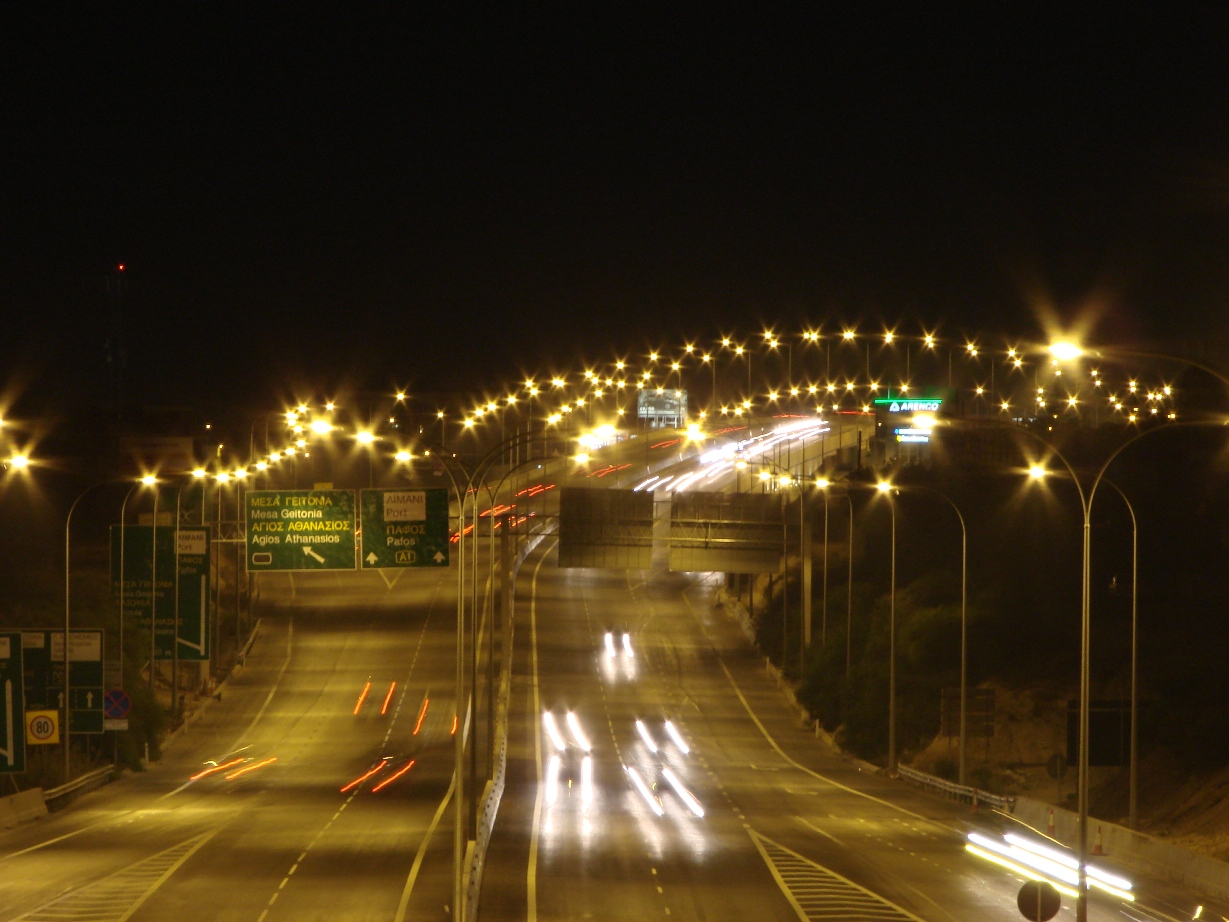
De A1

Hieronder volgt een lijst van autosnelwegen op Cyprus:
| Snelwegnummer    | Snelweg      |  |
| ---------------- | ------------ |  |
| A1 highway logo  | A1 (Cyprus)  |  |
| A2 highway logo  | A2 (Cyprus)  |  |
| A3 highway logo  | A3 (Cyprus)  |  |
| A4 highway logo  | A4 (Cyprus)* |  |
| A5 highway logo  | A5 (Cyprus)  |  |
| A6 highway logo  | A6 (Cyprus)  |  |
| A7 highway logo  | A7 (Cyprus)  |  |
| A8 highway logo  | A8 (Cyprus)  |  |
| A9 highway logo  | A9 (Cyprus)  |  |
| A22 highway logo | A22 (Cyprus) |  |

- De A4 is geen autosnelweg, maar een gewone verbindingsweg van 4 kilometer tussen Larnaca en de luchthaven van Larnaca.

A1 · A2 · A3 · A5 · A6 · A7 · A8 · A9 · A22